# Stromatopogon baldwinii
Stromatopogon baldwinii är en svampart som beskrevs av Zahlbr. 1897. Stromatopogon baldwinii ingår i släktet Stromatopogon, divisionen sporsäcksvampar och riket svampar.   Inga underarter finns listade i Catalogue of Life.